# Windows 95 - dentro il sistema
Windows 95: dentro il sistema è un libro di Andrew Schulman pubblicato nel 1994, poco prima del rilascio ufficiale di Windows 95 da parte della Microsoft.
Il libro, nelle intenzioni del suo autore, doveva illustrare ai programmatori Windows i principi del funzionamento dei VxD (virtual xxx driver) e di vari altri aspetti innovativi dell'allora nuovo sistema operativo Microsoft.
Schulman nel suo libro analizza le affermazioni della Microsoft, sostenendo che W95 non è un OS integrato, poiché composto da MS-DOS 7.0 e Windows 4.0 e che non è un kernel puramente a 32 bit, in quanto è ancora presente il kernel a 16 bit delle versioni precedenti. Tuttavia, egli sostiene che W95 sia migliore di NT3.51 proprio per il supporto nativo ai programmi DOS e Win16. Inoltre nel testo viene esemplificato sia il metodo di costruzione di un VxD sia il funzionamento della modalità V86.
Il libro è corredato da molti programmi d'esempio a supporto delle tesi dell'autore, nettamente in contrasto con le affermazioni Microsoft, le quali vengono accuratamente riportate con tanto di data di pubblicazione e numero di pagina. Ad esempio, nel capitolo 14, riguardante la coesistenza di codice a 16 e 32 bit all'interno di uno stesso programma, l'autore riporta quanto asserito in Microsoft Systems Journal del settembre 1994, a pagina 23. Qui si afferma che KERNEL32 non sarà mai bloccato dai mutex di Win16, in quanto KERNEL32 non invierà mai dati a KRNL386. Subito dopo l'articolo, viene riportato il codice di un programma d'esempio, creato per bloccare Win16Mutex del KRNL386 e chiamare un certo numero di volte una funzione puramente a 32 bit, operazione che causa anche il blocco di altri programmi che lavorano con funzioni del KERNEL32.
Inoltre Schulman spiega nel dettaglio come, grazie all'istruzione ARPL, proibita nella modalità V86, Windows riesca a passare senza problemi tra la modalità a 16 bit protetta (V86) e la modalità a 32 bit.
Schulman fa poi riflettere il lettore sul fatto che le tecnologie sopra citate sono oggetto di brevetti Microsoft, benché i metodi descritti fossero utilizzati fin dal 1975 nel sistema operativo VM di IBM, rimandando per ulteriori informazioni alla sezione lettere all'editore del Windows/DOS Developer Journal del luglio 1993, pagine 99 e 100.

## Edizioni
- (EN) Andrew Schulman, Unauthorized Windows 95, IDG Books, 1994, ISBN 1-56884-169-8.
- Andrew Schulman, Windows 95: dentro il sistema, McGraw-Hill, 1995, ISBN 88-386-0323-5.